# Sergio Arboleda
Sergio Arboleda Pombo (Popayán, 11 de octubre de 1822-Popayán, 18 de junio de 1888) fue un hacendado, periodista, militar, esclavista y político colombiano, miembro del Partido Conservador Colombiano.

## Biografía
Estudió en la Universidad del Cauca en Popayán, graduándose en 1843. Fue soldado voluntario en la Campaña del sur, donde combatió el gobierno de José Hilario López, al cual también criticó con sus escritos en el periódico El Clamor, editado en Popayán entre 1850 y 1851, oponiéndose a su proyecto de abolir la esclavitud, situación que terminó provocando la Guerra civil colombiana de 1851. Después viajó infructuosamente a Quito, en busca de auxilios del gobierno ecuatoriano para la revolución conservadora contra el gobierno de José Hilario López, entonces presidente de la República de la Nueva Granada. 
Emigró a Lima con su hermano el poeta Julio Arboleda, una vez los conservadores fueron derrotados en 1853. De regreso a Popayán, redactó el "Semanario", que luego pasó al círculo del general Tomás Cipriano de Mosquera, y "La Voz de Unión" y "El Cívico", contra el gobernador Mosquera. 
En 1860 luchó en defensa del conservatismo e hizo toda la campaña del Cauca, en la cual desempeñó, entre otras posiciones, las de jefe de Estado Mayor del Ejército, encargado de negocios en el Ecuador y secretario del gobierno organizado en Pasto en julio de 1862, en nombre de la Confederación Granadina. 
Vencido, volvió al Perú, y trabajó como periodista en Lima. En 1876 fue jefe de la revolución en el Cauca, miembro de la Cámara Provincial de Popayán y secretario de la misma, vocal de las municipalidades de Popayán y Santander de Quilichao, diputado a las Legislaturas caucanas de 1857 y 1873, representante al Congreso en 1860 y, posteriormente, senador por el Tolima (1872, 73, 76).
En su juventud había sido jefe político del Cantón de Popayán, en 1848 y 1849. Al regresar por segunda vez del Perú, Arboleda se dirigió a Bogotá, donde redactó "La República", en 1868. Entre 1871 y 1873 dirigió en Popayán "Los Principios" político-religiosos y fue activo colaborador de "Los principios", editado en Cali en la misma época. De nuevo en Bogotá, dirigió el Colegio Espíritu Santo, segundo de aquel nombre en esta ciudad, en unión de Carlos Martínez Silva; redactó "El Conservador" (1881-1883) y, posteriormente, "La Voz Nacional" (1884). 
Fue miembro de la Academia Colombiana de la Lengua, y publicó numerosos opúsculos políticos, religiosos o de temas científicos e industriales, destacándose su ensayo "La República en la América española", suscrito con el anagrama Gabriel de Soroa, y un libro, "Rudimentos de geografía, cronología e historia". Participó como redactor de "El Porvenir" de Bogotá en 1861 y fue colaborador de diversos periódicos de Popayán, Cali, Bogotá y Lima. 
Se distinguió como profesor de Derecho Romano y Español, Ciencia Constitucional y Administrativa, Legislación, Geografía, Cronología e Historia. Murió en Popayán, en 1888, cuando ejercía el rectorado de la Universidad del Cauca, cargo para el que había sido nombrado el 14 de enero de 1887 [Ver tomo S, Cultura, p. 149].

## Vida privada

### Familia
Hijo menor de José Rafael Arboleda y Arroyo y Matilde de Pombo O'Donnell.
Sergio contrajo matrimonio con Marta Valencia, con quien tuvo ocho hijos

### Esclavismo
Sergio Arboleda, al igual que gran parte de su familia, fue esclavista. La riqueza y el patrimonio económico de la familia Arboleda se basó en gran medida en la mano de obra de negros esclavizados para trabajar sus haciendas y minas. Los Arboleda y la esclavitud tuvieron una relación rastreable por lo menos hasta 1570 con Jacinto de Arboleda.
Tras la abolición de la esclavitud su patrimonio se vio golpeado, sus haciendas carecieron de mano de obra, y algunas de sus tierras dejaron de ser trabajadas (véase la correspondencia entre Sergio Arboleda, hermano de Julio, y su hijo Alfonso en la década de 1880) recopilada por Jacques Aprile Gniset.
En 1846 el hermano de Sergio, Julio Arboleda, temeroso del clima de revueltas de los negros esclavizados en Colombia y buscando mantener el 'patrimonio' familiar, vendió en el Perú a 99 adultos esclavizados y 113 niños esclavizados por $31.410 pesos de la época.
Paradójicamente, su tío abuelo, el prócer Antonio Arboleda y Arrachea, fue uno de los firmantes del primer proyecto de ley de manumisión de esclavos en Antioquia en 1814, siendo gobernante Juan del Corral.